# Бозвелл (Індіана)
Бозвелл (англ. Boswell) — місто (англ. town) в США, в окрузі Бентон штату Індіана. Населення — 800 осіб (2020).

## Географія
Бозвелл розташований за координатами 40°30′59″ пн. ш. 87°22′28″ зх. д. / 40.51639° пн. ш. 87.37444° зх. д. (40.516350, -87.374382).  За даними Бюро перепису населення США в 2010 році місто мало площу 2,40 км², уся площа — суходіл.

## Демографія
Згідно з переписом 2010 року, у місті мешкало 778 осіб у 310 домогосподарствах у складі 205 родин. Густота населення становила 324 особи/км².  Було 362 помешкання (151/км²).
Расовий склад населення:
| - 87,9 % — білих - 0,6 % — чорних або афроамериканців - 0,3 % — корінних американців - 0,1 % — азіатів - 10,2 % — осіб інших рас |

До двох чи більше рас належало 0,9 %. Частка іспаномовних становила 15,0 % від усіх жителів.
За віковим діапазоном населення розподілялося таким чином: 27,6 % — особи молодші 18 років, 56,2 % — особи у віці 18—64 років, 16,2 % — особи у віці 65 років та старші. Медіана віку мешканця становила 38,1 року. На 100 осіб жіночої статі у місті припадало 92,1 чоловіків;  на 100 жінок у віці від 18 років та старших — 86,4 чоловіків також старших 18 років.
Середній дохід на одне домашнє господарство  становив 47 404 долари США (медіана — 39 375), а середній дохід на одну сім'ю — 52 284 долари (медіана — 49 306). Медіана доходів становила 36 875 доларів для чоловіків та 27 386 доларів для жінок. За межею бідності перебувало 22,2 % осіб, у тому числі 32,8 % дітей у віці до 18 років та 16,7 % осіб у віці 65 років та старших.
Цивільне працевлаштоване населення становило 315 осіб. Основні галузі зайнятості: виробництво — 25,4 %, освіта, охорона здоров'я та соціальна допомога — 13,0 %, будівництво — 10,8 %, мистецтво, розваги та відпочинок — 10,2 %.